# Chedli Klibi
Chedli Klibi (in arabo الشاذلي القليبي‎?; Tunisi, 6 settembre 1925 – Cartagine, 13 maggio 2020) è stato un politico tunisino.
Ha occupato il posto di segretario generale della Lega araba.

## Biografia
Primo ministro tunisino della cultura dopo l'indipendenza (1961-1970, 1971-1973, 1976-1978) sotto la presidenza di Habib Bourguiba, è direttore del gabinetto presidenziale tra il 1974 e il 1976 per poi occupare il posto di ministro dell'informazione. Riveste anche la carica di sindaco di Cartagine tra il 1963 e il 1990.
Nel 1979 riceve il titolo di segretario generale della Lega araba. Nel 1990 dà le dimissioni dalla sua carica senza addurre alcuna ragione, ma gli osservatori ritengono che la posizione di Klibi fosse diventata molto scomoda in seguito all'invasione iraqena del Kuwait. Assunse il governo ad interim il suo coadiutore libanese Assad al-Assad.

## Opere
- Orient-Occident - la violence de la paix, Sand, Parigi 1970.
- Habib Bourguiba: radioscopie d'un règne, Déméter, Tunisi, 2012
- La Tunisie et les facteurs d'anxiété arabes, Sud Éditions, Tunis, 2020